# PaK 44反坦克炮
PaK 44（德語：Panzerabwehrkanone 44）是一种納粹德國於第二次世界大戰中使用的反坦克炮，口徑為12.8厘米。它的设计参考了1943年在东线战事中取得的经验。德国军队在东线遭遇了苏军的122mm火炮。同样的，德军也提出了对于装备类似武器的需求，最初的研发主要集中于被称为Kanone K 44的野战炮。但是，随着苏军IS-2重型坦克的出现，德军新型火炮研发的方向转变为用于反坦克作战。
選擇使用12.8厘米口徑是因為這樣就能與海軍的同口徑火炮取得更大通用性，竞标的设计合同被分别授予了莱茵金属公司和克虏伯公司。最初的样炮在1944年末投入了试验。最终的结果是克虏伯公司的设计胜出。然而服役之后的结果说明重达11吨的牵引式反坦克炮的设计非常不切实际，因此取消了牵引式承载的设计。
PaK 44使用了披帽穿甲弹，使其能在1,000米距离内穿透近200（7.9英寸）的裝甲，在2000米的距离上也能击穿148（5.8英寸）的钢製装甲。虽然在中近距离上，PaK 44和PaK 43的成绩差不多，但PaK 44在远距离上穿甲能力更强。
大约有50门PaK 44被用来安装在德国现有的火炮炮架上，有前法国的GPF-T，被称为K 81/1，装在苏制的炮架上的型号则被称为K 81/2。这些设计都是很仓促的，而且由于重量过大，这些火炮的战术展开都显得很困难。1943年，PaK 44被选来装备猎虎式反坦克歼击车和鼠式超重型坦克的主炮。PaK 44一共大约制造了100门。